# Ceratobregma
Ceratobregma is een geslacht van straalvinnige vissen uit de familie van drievinslijmvissen (Tripterygiidae).

## Soorten
- Ceratobregma acanthops (Whitley, 1964)
- Ceratobregma helenae Holleman, 1987